# 劉自強
刘自强（1508年—1582年），字体乾，號三川，河南等處承宣布政使司開封府陳州扶溝縣人，明朝政治人物、進士出身。

## 生平
嘉靖十年（1531年）辛卯科河南鄉試第六十七名舉人。嘉靖二十三年（1544年）中式甲辰科會試第一百七十九名，登第三甲第一百一十五名進士。授廣平府推官，升任吏部考功主事、文选司郎中，三十五年三月迁太仆寺少卿，三十六年二月考察，降一级调外任，补陕西参议。累迁山西副使、陕西左参政，四十一年三月升本省陝西按察使，升湖广右布政使，轉左布政，四十三年正月升應天府府尹，十月升都察院右副都御史、巡抚四川。四十四年十二月以功升拜户部右侍郎、总督倉場、督理西苑农事，四十五年四月回部管事。
隆庆二年（1568年）七月，升户部左侍郎，四年二月转南京都察院右都御史，五月升南京户部尚书，十月再改南京兵部尚書、参政机务，十一月任刑部尚书。隆庆六年（1572年）七月，自陈致仕。萬曆十年（1582年）正月病卒，壽七十五。

## 家族
曾祖劉憲，義官；祖父劉瑞（1466年-1519年），字邦器，興濟縣知縣；父劉東，監生。母范氏。永感下。兄自脩（歲贡生）。
娶李氏，封淑人，副室趙、黄二氏。子男一：懋武，官生。